# Contre-la-montre féminin de cyclisme sur route aux Jeux olympiques d'été de 2024
Cet article traite de l'épreuve féminine. Pour la compétition masculine, voir Contre-la-montre masculin de cyclisme sur route aux Jeux olympiques d'été de 2024.
Navigation
Tokyo 2020 Los Angeles 2028
La contre-la-montre féminin de cyclisme sur route aux Jeux olympiques d'été de 2024 a lieu le 27 juillet 2024 à Paris. 

## Médaillées
| Or                | Argent               | Bronze             |
| Grace Brown (AUS) | Anna Henderson (GBR) | Chloé Dygert (USA) |

## Présentation

### Parcours
Le départ a lieu aux Invalides et l'arrivée  au pont Alexandre-III.
Le parcours complet de 32,4 kilomètres est dévoilé le 5 juillet 2023 après la 4e étape du Tour de France 2023. Les coureurs s'élanceront depuis l'Esplanade des Invalides puis franchiront la Seine par le pont de Sully pour rallier la place de la Bastille puis le Bois de Vincennes. Les coureurs atteindront la mi-parcours après une brève incursion dans les communes du Val-de-Marne limitrophes de la capitale. En quittant le Bois de Vincennes par son château, ils traverseront la place de la Nation puis retrouveront la place de la Bastille pour rejoindre en sens inverse les routes empruntées au début du circuit. Le pont Alexandre III accueille la ligne d'arrivée de la course.
Pour la première fois dans l'histoire des Jeux, une distance et un parcours communs seront proposés aux 35 coureuses et aux 35 coureurs.

### Qualification
35 places sont attribuées pour la compétition. Une cycliste d'Afghanistan est invitée en plus des quotas.
Bien que la Grande-Bretagne bénéficie de deux places au départ, le CNO n'a finalement inscrit qu'une seule cycliste. La liste de départ comprend donc 35 des 36 places possibles.
| Équipes nationales (25)- Autriche - Grande-Bretagne - États-Unis - France - Pays-Bas - Belgique - Nouvelle-Zélande - Italie - Pologne - Allemagne - Danemark - Slovénie - Suisse - Canada - Espagne - Ouzbekistan - Slovaquie - Afghanistan - Ukraine - Tchéquie - Finlande - Chine - Thaïlande - Rwanda - Athlètes individuels neutres |
| |

### Favorites
En l'absence de la Suissesse Marlen Reusser, forfait pour cause de blessure, aucune coureuse du podium des Jeux de Tokyo n'est au départ de l'épreuve
La grande favorite est l'Américaine Chloé Dygert championne du monde en titre de la spécialité, mais qui n'a plus couru depuis le mois de mars en raison d'une blessure au tendon d'Achille. 
Ses principales rivales sont la Néerlandaise Ellen van Dijk, triple championne du monde du contre-la-montre dans le passé, ainsi que l'Australienne Grace Brown, deuxième des mondiaux en 2022 et 2023,. 
Les autres prétendantes au podium sont l'Italienne Elisa Longo Borghini, récente lauréate du Tour d'Italie, ainsi que les deux meilleures coureuses au classement UCI, à savoir la Néerlandaise Demi Vollering et la Belge Lotte Kopecky.

## Résultats détaillés

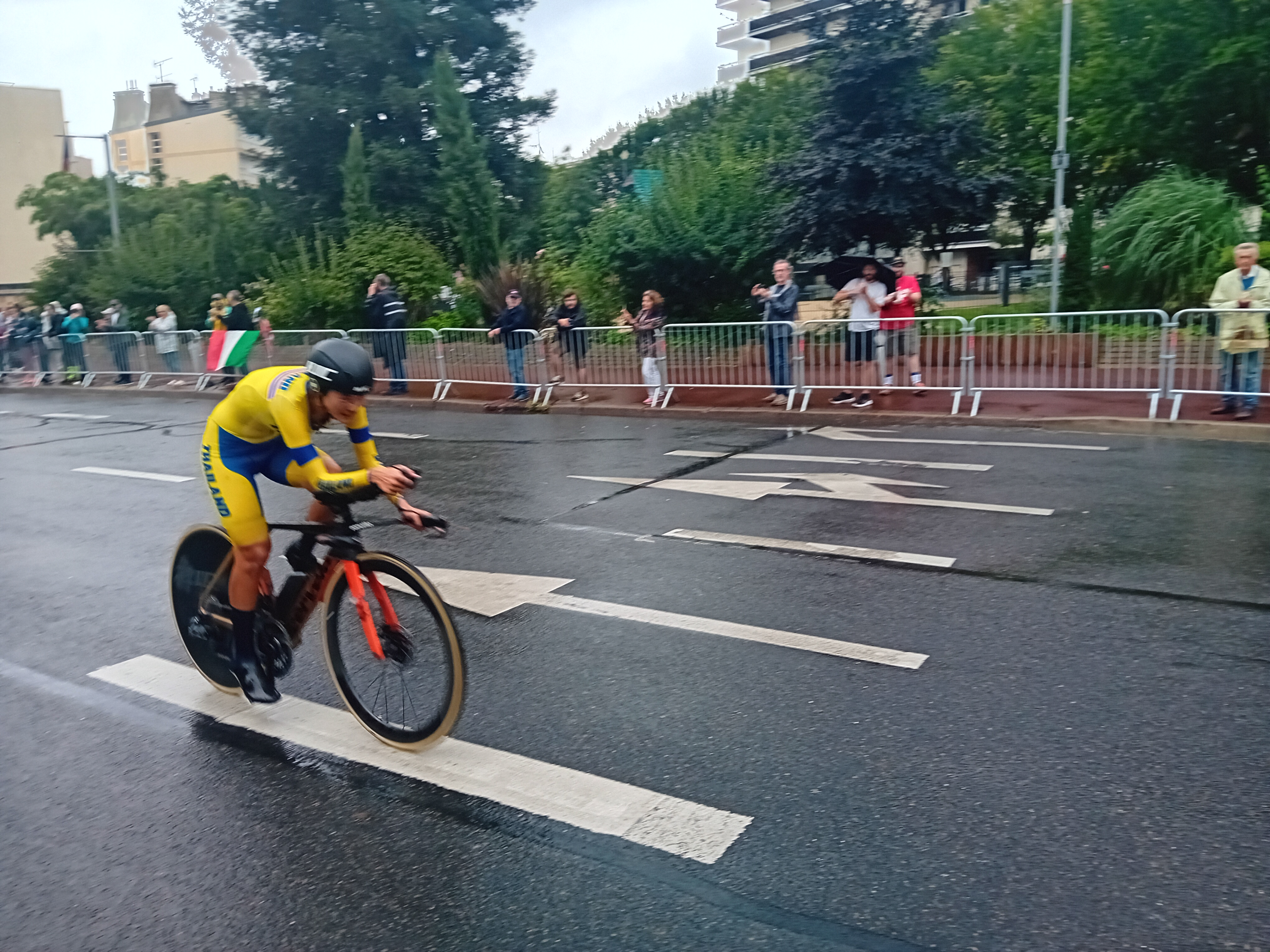
La coureuse thaïlandaise Phetdarin Somrat.

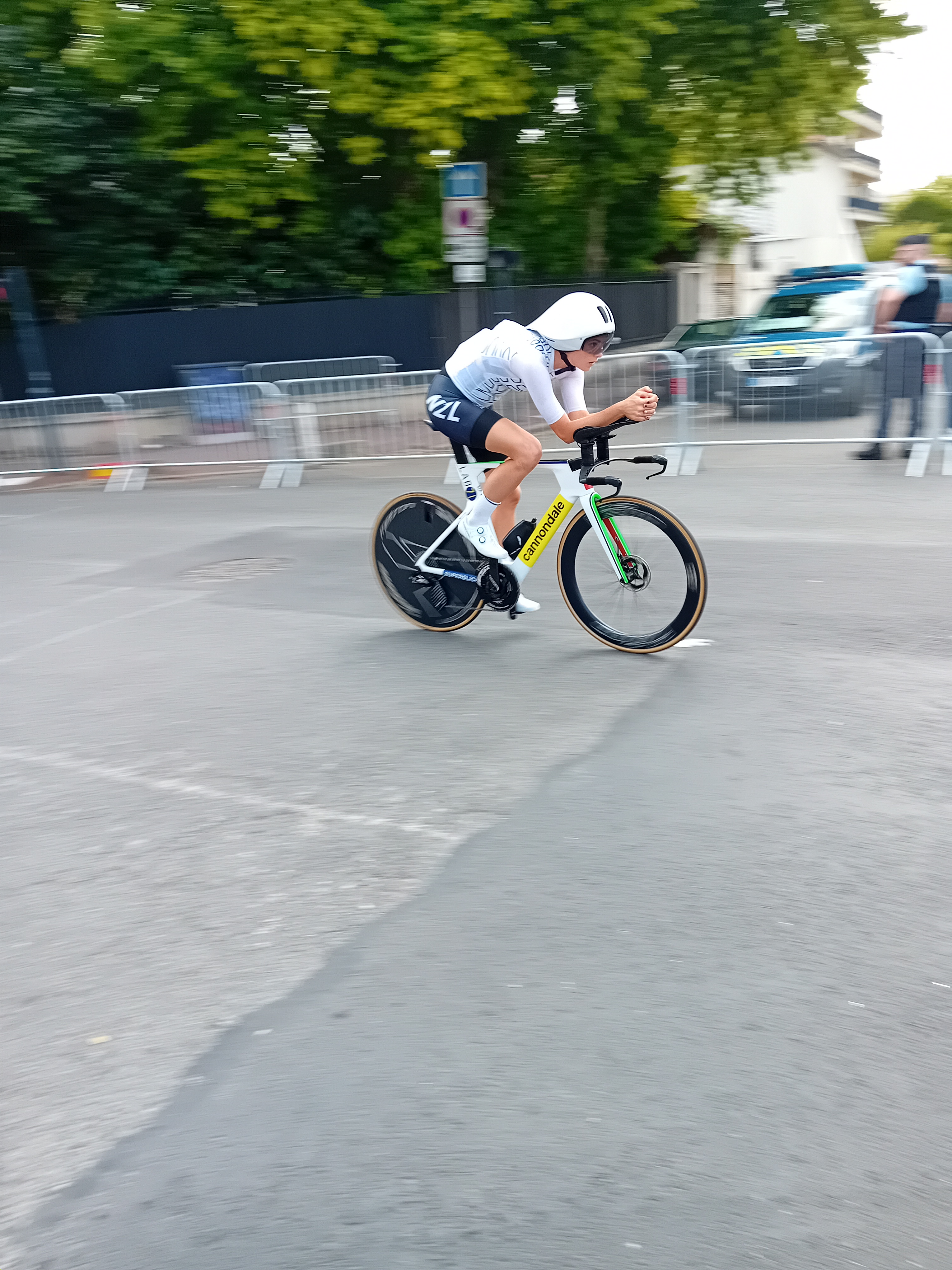
La coureuse néo-zélandaise Kim Cadzow.

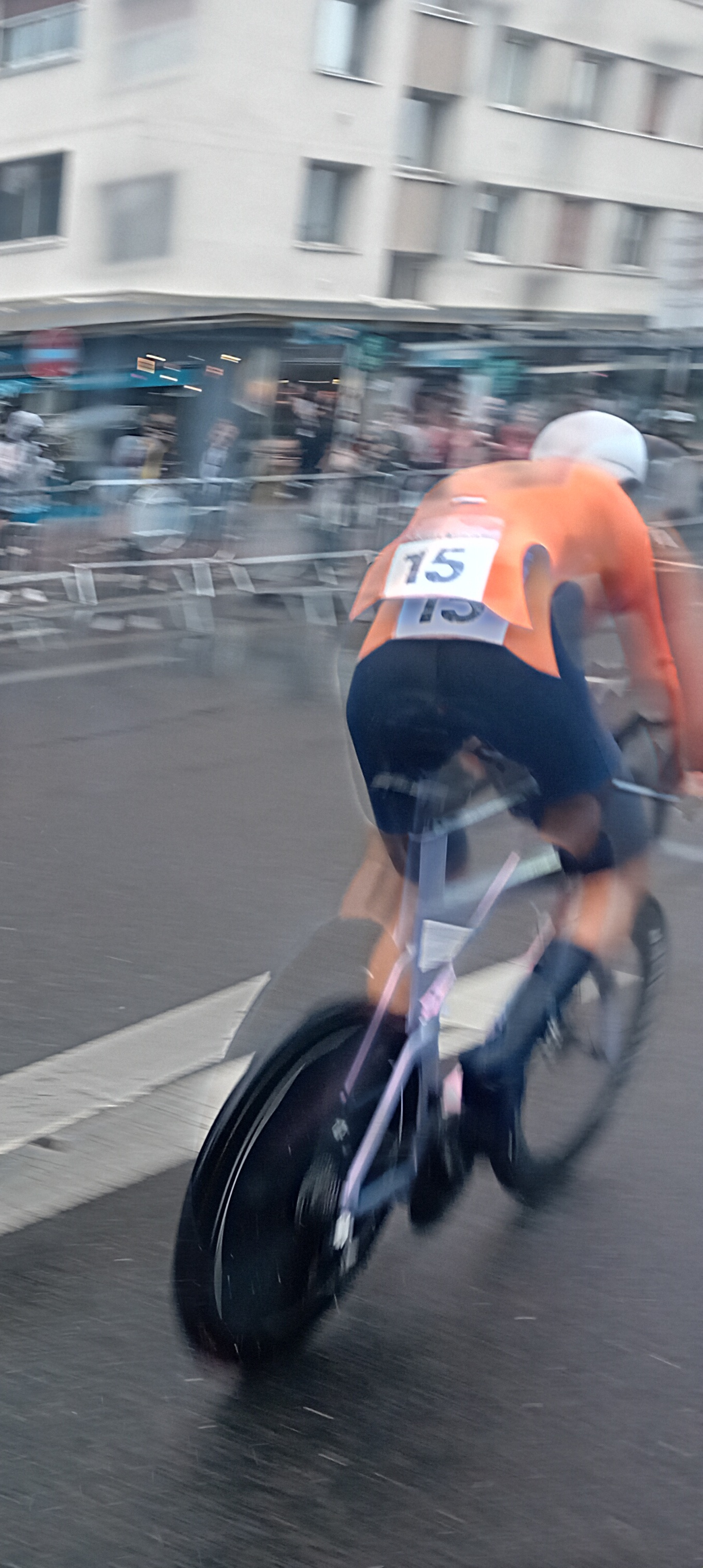
La coureuse hollandaise Demi Vollering.

| Rang                                | Cycliste                 | Pays                         | Temps        |
| ----------------------------------- | ------------------------ | ---------------------------- | ------------ |
| Médaille d'or, Jeux olympiques      | Grace Brown              | Australie                    | 39 min 38 s  |
| Médaille d'argent, Jeux olympiques  | Anna Henderson           | Grande-Bretagne              | + 1 min 31 s |
| Médaille de bronze, Jeux olympiques | Chloé Dygert             | États-Unis                   | + 1 min 32 s |
| 4                                   | Juliette Labous          | France                       | + 1 min 41 s |
| 5                                   | Demi Vollering           | Pays-Bas                     | + 1 min 51 s |
| 6                                   | Lotte Kopecky            | Belgique                     | + 1 min 56 s |
| 7                                   | Kim Cadzow               | Nouvelle-Zélande             | + 2 min 8 s  |
| 8                                   | Elisa Longo Borghini     | Italie                       | + 2 min 11 s |
| 9                                   | Audrey Cordon-Ragot      | France                       | + 2 min 13 s |
| 10                                  | Christina Schweinberger  | Autriche                     | + 2 min 14 s |
| 11                                  | Ellen van Dijk           | Pays-Bas                     | + 2 min 43 s |
| 12                                  | Agnieszka Skalniak-Sójka | Pologne                      | + 2 min 46 s |
| 13                                  | Mieke Kröger             | Allemagne                    | + 2 min 50 s |
| 14                                  | Emma Norsgaard Bjerg     | Danemark                     | + 2 min 55 s |
| 15                                  | Antonia Niedermaier      | Allemagne                    | + 3 min 15 s |
| 16                                  | Eugenia Bujak            | Slovénie                     | + 3 min 16 s |
| 17                                  | Elena Hartmann           | Suisse                       | + 3 min 20 s |
| 18                                  | Marta Lach               | Pologne                      | + 3 min 25 s |
| 19                                  | Taylor Knibb             | États-Unis                   | + 3 min 25 s |
| 20                                  | Olivia Baril             | Canada                       | + 3 min 25 s |
| 21                                  | Tamara Dronova           | Athlètes individuels neutres | + 4 min 4 s  |
| 22                                  | Mireia Benito            | Espagne                      | + 4 min 10 s |
| 23                                  | Olga Zabelinskaïa        | Ouzbékistan                  | + 4 min 15 s |
| 24                                  | Cecilie Uttrup Ludwig    | Danemark                     | + 4 min 32 s |
| 25                                  | Nora Jenčušová           | Slovaquie                    | + 4 min 44 s |
| 26                                  | Yulduz Hashimi           | Afghanistan                  | + 4 min 51 s |
| 27                                  | Julia Biryukova          | Ukraine                      | + 5 min 5 s  |
| 28                                  | Julia Kopecký            | Tchéquie                     | + 5 min 15 s |
| 29                                  | Hanna Tserakh            | Athlètes individuels neutres | + 5 min 19 s |
| 30                                  | Anniina Ahtosalo         | Finlande                     | + 5 min 27 s |
| 31                                  | Urša Pintar              | Slovénie                     | + 5 min 29 s |
| 32                                  | Xin Tang                 | Chine                        | + 6 min 21 s |
| 33                                  | Anna Kiesenhofer         | Autriche                     | + 6 min 50 s |
| 34                                  | Phetdarin Somrat         | Thaïlande                    | + 7 min 47 s |
| 35                                  | Diane Ingabire           | Rwanda                       | + 8 min 27 s |